# Tonsåsen Station
Tonsåsen Station (Tonsåsen stasjon) er en tidligere jernbanestation på Valdresbanen, der ligger i bygden Tonsåsen i Etnedal kommune i Norge. Stationen ligger ved fylkesvei 219 mellem Bagn i Sør-Aurdal og Bruflat i Etnedal.
Stationen åbnede 1. november 1903, da banen blev forlænget dertil fra Dokka. Den fungerede som endestation, indtil det næste stykke af banen til Aurdal åbnede 1. oktober 1905. Stationen hed oprindeligt Tonsaasen, men den skiftede navn til Tonsåsen i 1921. Den blev nedgraderet til trinbræt 1. august 1984. Al trafik på strækningen mellem Dokka og Fagernes, hvor Tonsåsen ligger, og persontrafikken på resten af strækningen blev indstillet 1. januar 1989. Strækningen fra Dokka til Tonsåsen blev dog taget i brug som et sidespor for godstrafik 6. juli 1992, men det opførte kort efter. Pr. 2017 er hele banen lukket for kommerciel trafik, men Tonsåsen er dog ikke nedlagt formelt.
Stationsbygningen blev opført til åbningen i 1903. Den blev solgt fra i 1984. I 2000 rykkede designerne Arne & Carlos ind i bygningen. Tidligere var der en betydelig trafik på stedet med post, butik og tømmetrafik. Lige ved stationen lå der et større savværk med produktion af paller. Desuden har der været omfattende produktion af tørv.